# Conchopata
Conchopata o Qonchopata es un complejo arqueológico situado en los suburbios de la ciudad de Ayacucho, en el Perú. Perteneció a la cultura Wari y se desarrolló entre los años 500 a 1100 d. C. Los hallazgos arqueológicos han permitido determinar que se trataba de un asentamiento de carácter ceremonial y que estaba especializado en la producción de cerámica y otros objetos de uso doméstico. Se trata de un sitio clave para entender el origen de los huari y su relación con Tiahuanaco. Fue declarado Patrimonio Cultural de la Nación en 1976, decisión ratificada en 1990.

## Ubicación
Se halla situada en el barrio del mismo nombre, en el distrito de Ayacucho de la provincia de Huamanga del departamento de Ayacucho, específicamente a 2.5 km al SE del casco urbano de Ayacucho, cerca al aeropuerto internacional de dicha ciudad, en medio del terreno ocupado actualmente por la Asociación Pro Vivienda Magisterial “María Cordero Delgado”.

## Cronología
El área fue ocupada entre los años 500 y 1100 de la era cristiana. Su inicio se ubica en la fase final de la cultura huarpa y su desarrollo coincide con el origen, apogeo y decadencia de la cultura huari, en el período conocido como Horizonte Medio.

## Estudios
En 1942 fue excavado por Julio C. Tello, quien halló grandes vasijas similares al modelo Tiahuanaco clásico, de un estilo que denominó Kollawa y que es el mismo que conocemos actualmente como huari. 
Posteriormente, a partir de la década de 1960 se hicieron cargo de los estudios diversos equipos de la Universidad Nacional de San Cristóbal de Huamanga, el primero de ellos encabezado por Luis Lumbreras. Los descubrimientos, particularmente de objetos de alfarería, permitieron dilucidar el desarrollo de la cultura huari, forjadora del primer imperio panandino. Las obras para la edificación de un nuevo aeropuerto para la ciudad de Ayacucho, iniciadas en 1964, afectaron seriamente al yacimiento y se calcula que más de las tres cuartas partes del antiguo asentamiento fueron arrasadas por las excavadoras. 
Los trabajos realizados revelaron la presencia de pozos de ofrendas, que contenían fragmentos de grandes vasijas o urnas ceremoniales de gran colorido, rotas antes de ser enterradas. En estas vasijas se nota la representación de la divinidad central de la Portada del Sol de Tiahuanaco,  junto con otros seres a los que se ha denominado “ángeles”, pero hay diversas variantes en la representación. Dicha divinidad se convirtió en el emblema de la conquista y la expansión huari. A este estilo cerámico, de origen local, se ha denominado “estilo Qonchopata” y corresponde a la fase inicial (1A) de la cultura Huari. 
También se hallaron varios entierros y tumbas, que consistían en grandes ánforas en cuyos interiores se hallaban los restos humanos, muy descompuestos.
Por su parte, Denise Pozzi-Escot descubrió indicios de un taller metalúrgico donde se trabajaba el oro y el cobre, cuyo principal producto fueron los «tupus» o «topos», especie de alfileres o sujetadores de uso personal, que se han hallado en abundancia en el sitio. Objetos similares, aunque en menor cantidad, han sido encontrados en zonas como Huamachuco, Jargampata y Azángaro, todo lo cual nos hace pensar que Conchopata fue un centro de producción a gran escala de dichos artefactos. 
Desde los años 1980, los arqueólogos estadounidenses William Isbell y Anita Cook, de la Universidad de Binghamton de Nueva York, han venido realizando trabajos de excavación en la zona arqueológica, financiados por National Geographic Society. Hallaron más tumbas y talleres de alfareros huari. Para los estudiosos estadounidenses, el antiguo complejo debe ser considerado como un inmenso archivo de información sobre la sociedad y cultura de los siglos VI y X. 
Desde fines de los años 90 y de manera paralela a la labor de los estadounidenses, ha realizado excavaciones José Ochatoma Paravicino, profesor de la Universidad Nacional San Cristóbal de Huamanga.
En la década de 1990, la zona fue adquirida por una Asociación Pro Vivienda. Algunos de sus socios al construir sus casas comenzaron a desenterrar restos arqueológicos. En estas condiciones el INC de Ayacucho solicitó un estudio del complejo para determinar su importancia, antes de autorizar allí la construcción de viviendas.

## Descripción
Conchopata es un poblado representativo de la cultura huari, que estaba especializado en la manufactura de objetos cerámicos, así como de otros de uso doméstico. También se procesaban productos de origen agrícola.
De las 20 hectáreas que se calcula ocupó Conchopata en su mayor apogeo, ahora solo quedan 30.492 metros cuadrados de zona arqueológica. La construcción del aeropuerto y la expansión urbana han disminuido paulatinamente la extensión del complejo. Luego de la construcción de la avenida del Ejército, el área arqueológica quedó dividida en dos partes: el sector A, con área de 10.276 metros cuadrados, y el B, con 20.215 metros cuadrados.
El conjunto se divide en el sector habitacional, el complejo ceremonial y los recintos. El sector habitacional presenta habitaciones rectangulares y singulares que desembocan en espacios abiertos. Los muros son de piedra y barro, pintados de blanco. El complejo ceremonial tiene áreas circulares. 
Se han desenterrado también entierros y tumbas, algunos simples, excavados en la roca, y otros que son construcciones mortuorias especiales. También hay pozos con ofrendas enterradas, así como talleres de alfareros con una variedad de instrumentos como moldes, tornos de arcilla, pulidores, recipientes para almacenar agua, entre otros.  
Es probable la existencia de un núcleo urbano donde estaría ubicado el templo, el cementerio de los gobernantes y sacerdotes, los complejos del palacio y el patio donde se llevaban a cabo las ceremonias religiosas. 